# Michel Woldemar

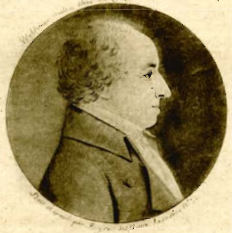
Michel Woldemar

Michel Woldemar (* 17. Juni 1750 in Orléans; † 19. Dezember 1815 in Clermont-Ferrand) war ein französischer Violinist und Komponist der Klassik.

## Leben und Wirken
Michel Woldemar stammte aus einer im nächsten Umfeld des Königs wirkenden Familie, sein Pate und Namensgeber war der Marschall von Frankreich Ulrich Woldemar von Löwendal. Sein eigentlicher Name war Woldemar Michel, als Künstlername vertauschte er den Vor- mit dem Familiennamen. In seiner Jugend hatte er ein turbulentes Leben, das ihm eine Einweisung in den „Sabot d'Angers“ einbrachte, ein Gefängnis für Söhne aus vornehmen Familien.
Als Violinist bezeichnete er sich als einen Schüler von Antonio Lolli. Er wirkte bis 1801 als Violinlehrer in Paris. In der Zeit von 1801 bis 1807 war Besitzer eines Weingutes bei Orléans. Ab 1808 lebte Woldemar als Musiklehrer und Chorleiter an der zur Kathedrale von Clermont-Ferrand gehörigen Singschule. Sein kompositorisches Schaffen umfasst Violinkonzerte, Duos und Etüden sowie eine Violinmethode (1798), in der er Beispiele von Lotti, Niccolò Mestrino, Wilhelm Cramer und Giovanni Giornovichi zitierte. Woldemar regte um 1800 den Bau einer fünfsaitigen Violin-Bratsche, in Frankreich Quinton genannt, für das er ein Solokonzert komponierte. Außerdem  erdachte eine Art musikalische Stenografie, „Tableau mélo-tachygraphique“ genannt. 1801 veröffentlichte Woldemar eine französische Neuauflage von Leopold Mozarts Versuch einer gründlichen Violinschule.

## Werke (Auswahl)
- 3 Violinkonzerte in a, E, d (1803 bis 1804)
- Concerto pour le violon alto (Quinton) (1787); IMSLP
- Quatuor dialogué [...]; Composé d’après le Principe Phisique du Corps Sonore; IMSLP
- 4 Sonates Fantò-Magiques; IMSLP in diesen Gespenster Sonaten stellt Woldemar einen imaginären Dialog mit den Schatten der Geiger Lolli, Mestrino, Pugnani und Tartini dar.